# داستان اکشن

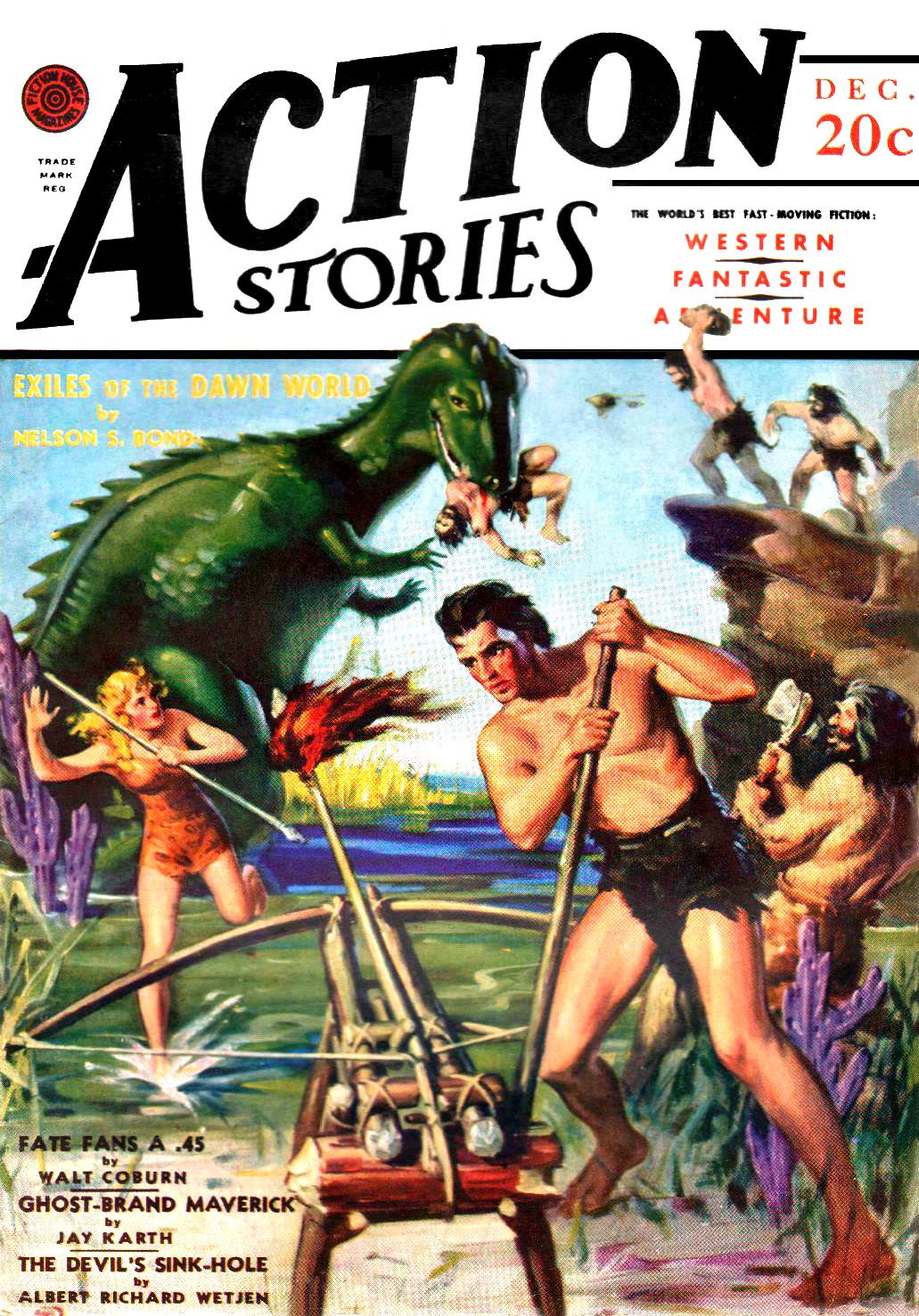
داستان‌های اکشن

ادبیات اکشن گونه ادبی است که شامل رمان‌های جاسوسی، داستان‌های ماجراجویی، قصه‌های وحشت و دسیسه («شنل و خنجر») و اسرار است. این نوع داستان از حس تعلیق بهره می‌گیرد، کششی که وقتی خواننده می‌خواهد بداند چگونه کشمکش بین قهرمان اصلی و ضد قهرمان یا راه حل معمای دلهره‌آور حل می‌شود، بیشتر می‌شود

## ادبیات عامه
داستان اکشن نوعی از ادبیات عامه‌پسند است که موضوع آن با تأکید بر سکانس‌های اکشن مهیج شکل می‌گیرد. این همیشه به این معنی نیست که آنها مانع شخصیت سازی یا داستان گویی می‌شوند. داستان اکشن با اشکال دیگر داستان، از جمله فیلم‌های اکشن، بازی‌های اکشن و رسانه‌های مشابه در قالب‌های دیگر مانند مانگا و انیمه مرتبط است. این شامل اکشن هنرهای رزمی، اکشن ورزش‌های مخاطره‌آمیز، تعقیب و گریز ماشین و وسایل نقلیه، اکشن تعلیق و اکشن کمدی است که هرکدام با جزئیات بیشتری بر نوع و ویژگی خود تمرکز می‌کنند. معمولاً می‌توان از سبک هنری یک سکانس اکشن، تأکید کل یک اثر را تشخیص داد، به طوری که، به عنوان مثال، سبک یک سکانس مبارزه نشان خواهد داد که آیا کل کار را می‌توان به عنوان یک اکشن ماجراجویی، یا یک اثر رزمی دسته‌بندی کرد. اکشن عمدتاً با تمرکز اصلی بر روی هر نوع حرکت هیجان انگیز تعریف می‌شود.

## فهرست رمان‌های اکشن
- ۵۸ دقیقه (۱۹۸۷)
- هویت بورن (۱۹۸۰)
- The Chinaman (۱۹۹۲)
- The Equalizer (۲۰۱۴)
- اولین خون (۱۹۷۲)
- Killed in Action (۲۰۱۸)
- Man on Fire (۱۹۸۰)
- Nothing Lasts Forever (۱۹۷۹)